# Slammiversary 2021
Slammiversary (2021) was een professioneel worstel-pay-per-view (PPV) evenement dat georganiseerd werd door Impact Wrestling. Het was de 17e editie van Slammiversary en vond plaats op 17 juli 2021 in de Skyway Studios in Nashville, Tennessee. Het was de eerste keer in 16 maanden dat er publiek aanwezig was bij een evenement van Impact Wrestling.

## Productie

### Achtergrond
Op 25 april 2021, bij het evenement Rebellion, werd er aangekondigd dat Slammiversary plaats gaat vinden op 17 juli 2021 in de Skyway Studios in Nashville, Tennessee. Op 3 juni 2021, kondigde Impact aan, in een persbericht, dat er kaartjes op 4 juni 2021 op sale gingen voor Slammiversary voor beperkt aantal publiek. Dit is hiermee de eerste keer dat er publiek aanwezig is sinds maart 2020. Als toevoeging kreeg het publiek een bundel met voordelen met name als een herdenkingskaartje, merchandise, een foto op het entreepodium en/of ringomgeving met de daadwerkelijke, officiële X Division Championship titelriem, een canvas van Slammiversary en hapjes en drankjes. Het was tevens de eerste keer dat een worstelorganisatie deze voordelen erbij gaf als je een kaartje kocht. De kaartjes zijn een onderdeel van Impact's nieuwe "Super Premium VIP Ticket Plan".

### Verhaallijnen
Net als vorig, heeft Impact een videopakket uitgebracht om Slammiversary te promoten, met afbeeldingen van verschillende worstelaars die eerder bij Impact waren verschenen, inclusief sterren van partnerpromotie New Japan Pro Wrestling en waarvan er velen onlangs waren vrijgegeven door WWE. Dit zijn onder andere Samoa Joe, Mickie James, Chelsea Green, Kazuchika Okada, No Limit (Tetsuya Naito & Yujiro Takahashi) en The Great Muta. Ook te zien waren de vlaggen van Mexico, Australië en Canada, die Kalisto, The IIconics en een onbekende derde partij vertegenwoordigen. Op 20 mei 2021, heeft Impact een nieuwe video uitgebracht met nieuwe content, waar de logo van de Bullet Club was te zien en catchphrases met een blauwe en roze "II" (voor The IIconics), "Forgotten" (verwijst naar The Forgotton Sons) en "YES!" (verwijst naar Daniel Bryan).
Op een aflevering Impact! voor het evenement Against All Odds, kondigden Impact EVP Scott D'Amore en All Elite Wrestling (AEW) president Tony Khan aan dat de winnaar van het Impact World Championship wedstrijd tussen Kenny Omega en Moose, tegen Sami Callihan gaat bij het evenement Slammiversary. Bij het evenement Against All Odds, behield Omega de titel door een overwinning op Moose. Na de wedstrijd, verscheen Callihan en viel The Elite aan. Toen Callihan op het punt stond Omega aan te vallen, heeft Callis Callihan ontslagen van Impact, wat Scott D'Amore woedend om was. Op de aflevering van Impact! op 17 juni 2021, kwam Tommy Dreamer als woordvoerder tevoorschijn voor het raad van bestuur van Anthem Sports & Entertainment en kondigde aan dat het bestuur Callihan herrezen is naar Impact Wrestling. Daarnaast onhulde Dreamer dat Don Callis is ontslagen is van zijn EVP rol en wat betekent dat de wedstrijd tussen Omega en Callihan doorgaat.
Bij het evenement Against All Odds, participeerde Ace Austin, Chris Bey, Petey Williams, Rohit Raju en Trey Miguel in een fatal 5-way wedstrijd om de eerst volgende tegenstander te worden voor het Impact X Division Championship. Madman Fulton bemoeide zich en viel andere deelnemers aan, waardoor de wedstrijd geen winnaar opleverde. Op 17 juni 2021, werd er aangekondigd door Impact dat Josh Alexander zijn titel moet verdedigen bij het evenement Slammiversary in een Ultimate X match tegen al de vijf deelnemers, de eerste Ultimate X match in twee jaar tijd.
Op 6 mei 2021, aflevering van Impact!, won Moose van James Storm in een wedstrijd om zich te kwalificeren voor de 6-way wedstrijd om de eerst volgende tegenstander te worden bij het evenement Under Siege. Na de wedstrijd zou Moose opzettelijk de enkel van Storm verwonden toen hij hem in een stoel wikkelde, voordat Chris Sabin, die zich eerder op de avond had gekwalificeerd voor de wedstrijd bij het evenement Under Siege, zijn tag team partner zou komen redden. Op de aflevering van Impact! na het evenement Against All Odds, probeerde Moose de show te gijzelen en de aandacht van Scott D'Amore te krijgen, keerde Sabin, wiens knie gewond was geraakt bij het evenement Under Siege, terug om Moose's plannen te dwarsbomen. Achter de schermen daagde Sabin Moose uit voor een wedstrijd bij het evenement Slammiversary.
Nadat ze afscheid had genomen van haar voormalige bondgenoten Kimber Lee en Susan, en het paar had verslagen in opeenvolgende niet titelwedstrijden, Impact Knockouts Champion Deonna Purrazzo beweerde dat er niemand over is om haar te verslaan. Later die avond, na het behouden van haar titel in een open uitdaging tegen Lady Frost, zevenvoudig Knockouts Champion en Impact Hall of Famer Gail Kim zou Purrazzo confronteren, waar ze verklaarde dat ze haar titel bij het evenement Slammiversary zal verdedigen tegen een mysterieuze tegenstander van haar en Scott D'Amore's keuze.
In de aflevering van Impact! op 1 juli 2021, onderbrak Impact World Tag Team Champions Violent By Design (Eric Young, Deaner, Joe Doering en Rhino) een tag team wedstrijd tussen het team van Rich Swann en Willie Mack en het team van TJP en Fallah Bahh, een wedstrijd die implicaties had voor de titel van het grote tag team. De volgende week op Impact!, toen de drie teams elkaar in de ring confronteerden, kregen ze gezelschap van The Good Brothers, die er naar uitzagen opnieuw de kampioen te worden. Impact's nieuwe adviseur Tommy Dreamer verscheen toen, waar hij verklaarde dat Violent By Design het kampioenschap zou verdedigen tegen alle uitdagers in een 4-way tag team match bij het evenement Slammiversary.
Na de aflevering van Impact! op 14 juni 2021, nadat hij er niet in was geslaagd het Impact World Tag Team Championship van Violent By Design te veroveren, daagde Eddie Edwards zijn tagteampartner Satoshi Kojima de week daarop uit voor een wedstrijd. Toen de uitdaging echter werd aanvaard, bemoeide W. Morrissey zich met hun gesprek en noemde het paar een paar bedriegers - want Morrissey gelooft dat professioneel worstelen draait om voor jezelf zorgen en geen "echte vrienden" hebben. De volgende week op Impact!, terwijl Kojima wachtte tot Edwards de ring betrad, verscheen Morrissey op de titantron en onthulde dat hij Edwards op de parkeerplaats had aangevallen. In de aflevering van Impact! van 8 juli 2021, nam Morrissey, voordat hij deelnam aan een 3-op-1 handicapwedstrijd, de uitdaging van Edwards aan voor een wedstrijd bij het evenement Slammiversary.
In de aflevering van Impact! op 1 juli 2021, besloten Havok en Rosemary, na een conflict met Impact Knockouts Tag Team Champions Fire 'N Flava (Kiera Hogan en Tasha Steelz), om officieel uit te dagen voor de titels en lieten een tarotkaart achter op het bureau van Scott D'Amore als een mededeling. Echter, Hogan en Steelz waren van mening dat ze de kans niet hebben verdiend, dus D'Amore boekte een wedstrijd tussen Havok en Rosemary en Kimber Lee en Susan om wie de eerst volgende tegenstander zou worden. De volgende week op Impact!, wonnen Havok en Rosemary de wedstrijd, waardoor ze de wedstrijd tegen Fire 'N Flava hebben gekregen voor het evenement Slammiversary.

## Matches
| Nr. | Match | Winnaar(s)                   | Opmerkingen                                                      | Bron   |
| --- | --- | ---------------------------- | ---------------------------------------------------------------- | ------ |
| 1   | Fire 'N Flava (Kiera Hogan en Tasha Steelz) (c) vs. Decay (Havok & Rosemary)                                                                          | Decay (nc)                   | Tag team match voor het Impact Knockouts Tag Team Championship   | [ 21 ] |
| 2   | Josh Alexander (c) vs. Trey Miguel vs. Ace Austin (met Madman Fulton) vs. Chris Bey vs. Rohit Raju vs. Petey Williams                                 | Josh Alexander               | Ultimate X match voor het Impact X Division Championship         | [ 21 ] |
| 3   | Matt Cardona & Chelsea Green vs. Brian Myers & Tenille Dashwood                                                                                       | Matt Cardona & Chelsea Green | Integrender tag team match                                       | [ 21 ] |
| 4   | Eddie Edwards vs. W. Morrissey | W. Morrissey                 | Een-op-een match                                                 | [ 21 ] |
| 5   | FinJuice (David Finlay & Juice Robinson) vs. Madman Fulton & Shera                                                                                    | FinJuice                     | Tag team match.                                                  | [ 21 ] |
| 6   | Chris Sabin vs. Moose | Chris Sabin                  | Een-op-een match.                                                | [ 21 ] |
| 7   | Violent By Design (Joe Doering & Rhino) (c) vs. Rich Swann & Willie Mack vs. No Way & Fallah Bahh vs. The Good Brothers (Doc Gallows & Karl Anderson) | The Good Brothers (nc)       | 4-way tag team match voor het Impact World Tag Team Championship | [ 21 ] |
| 8   | Deonna Purrazzo (c) vs. Thunder Rosa | Deonna Purrazzo              | Een-op-een match voor het Impact Knockouts Championship          | [ 21 ] |
| 9   | Kenny Omega (c) vs. Sami Callihan | Kenny Omega                  | No Disqualification match voor het Impact World Championship     | [ 21 ] |